# NHL Entry Draft 2017
NHL Entry Draft 2017 – 55 draft w historii odbył się 23–24 czerwca 2017 w hali United Center w Chicago (Stany Zjednoczone).
Wśród drużyn, które nie awansowały do play-off 29 kwietnia 2017, w losowaniu poprzedzającym draft, wybrane zostały drużyny mające pierwszeństwo naboru. Pierwszeństwo wylosowała drużyna New Jersey Devils przed Philadelphia Flyers i Dallas Stars.
W drafcie mogli uczestniczyć zawodnicy urodzeni pomiędzy 1 stycznia 1997 a 15 września 1999 oraz niedraftowani hokeiści urodzeni poza Ameryką Północną w roku 1996. Ponadto zawodnicy urodzeni po 30 czerwca 1997, którzy byli draftowani w 2015 ale nie podpisali kontraktu z drużynami NHL mogli uczestniczyć w drafcie ponownie.
11 kwietnia 2017 NHL Central Scouting ogłosił listę najbardziej perspektywicznych zawodników z Ameryki Północnej oraz Europy. Na czele listy znaleźli się Kanadyjczyk Nolan Patrick i Rosjanin Klim Kostin.
W drafcie wybranych zostało 217 graczy z 14 krajów. Poza Kanadą (81 zawodników) i Stanami Zjednoczonymi (47) najwięcej graczy pochodziło ze Szwecji (27), Rosji (23) i Finlandii (18).

## Runda 1

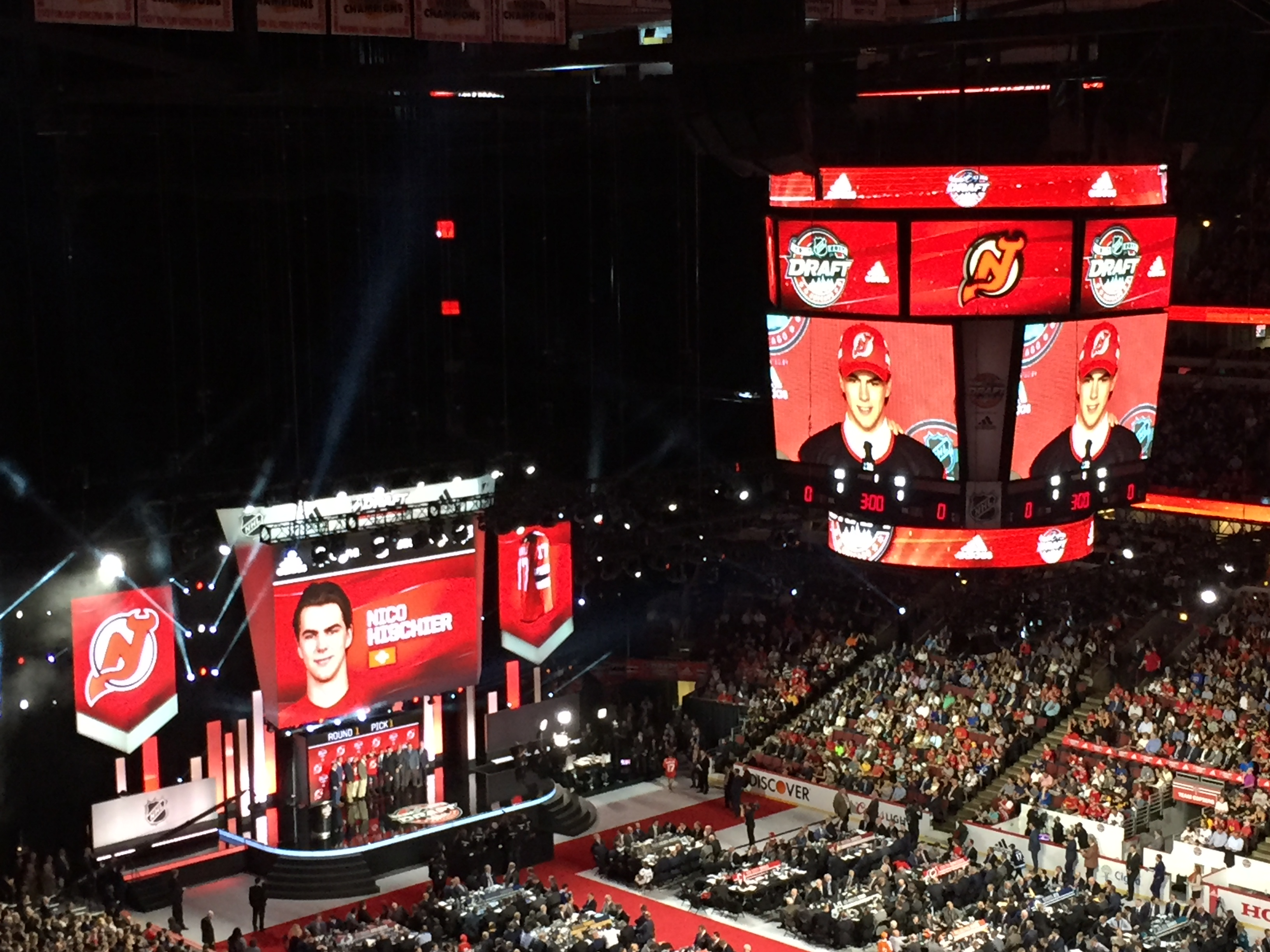
Wybór numeru 1, Nico Hischiera przez New Jersey Devils

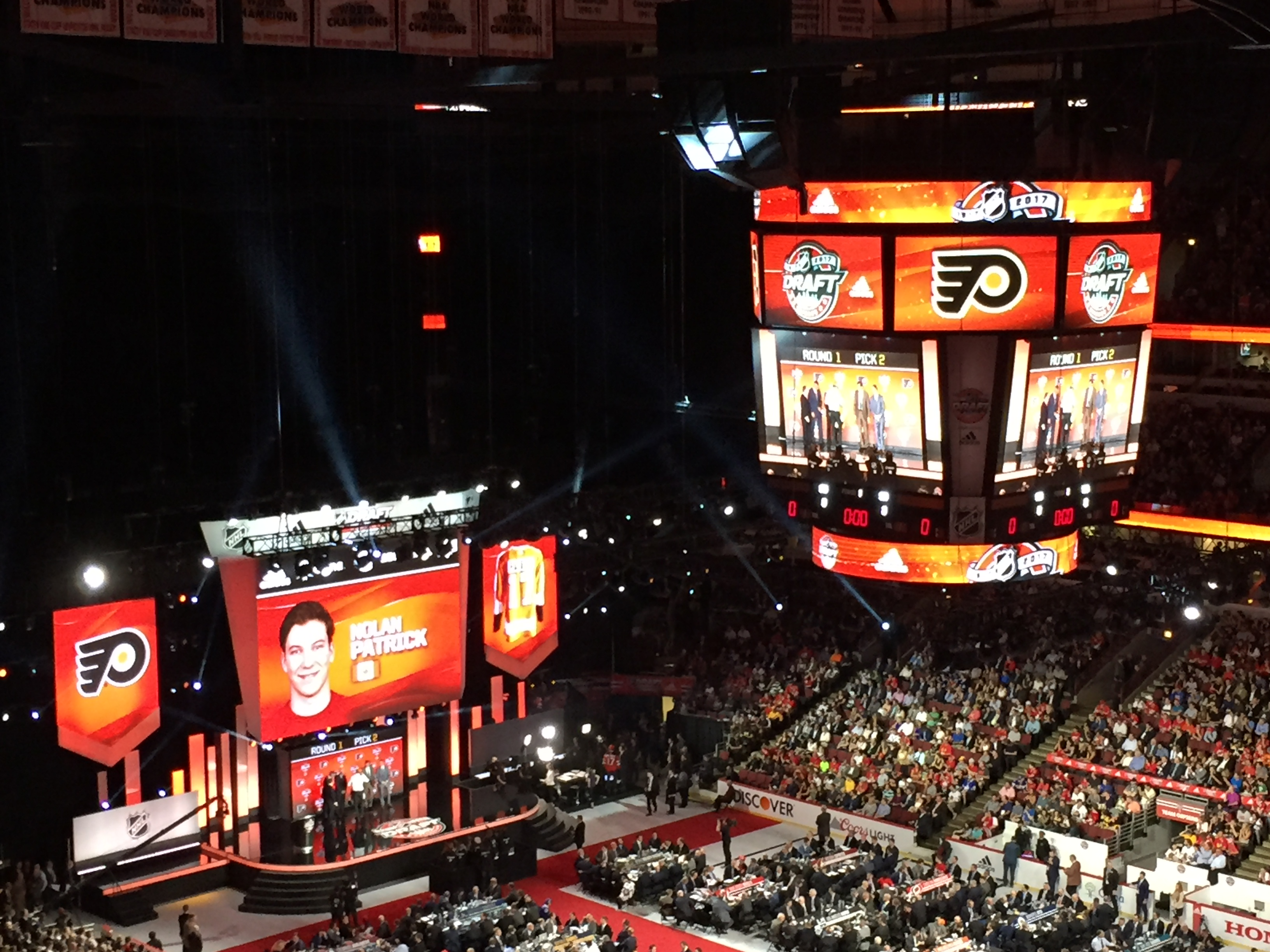
Wybór numeru 2, Nolana Patricka przez Philadelphia Flyers

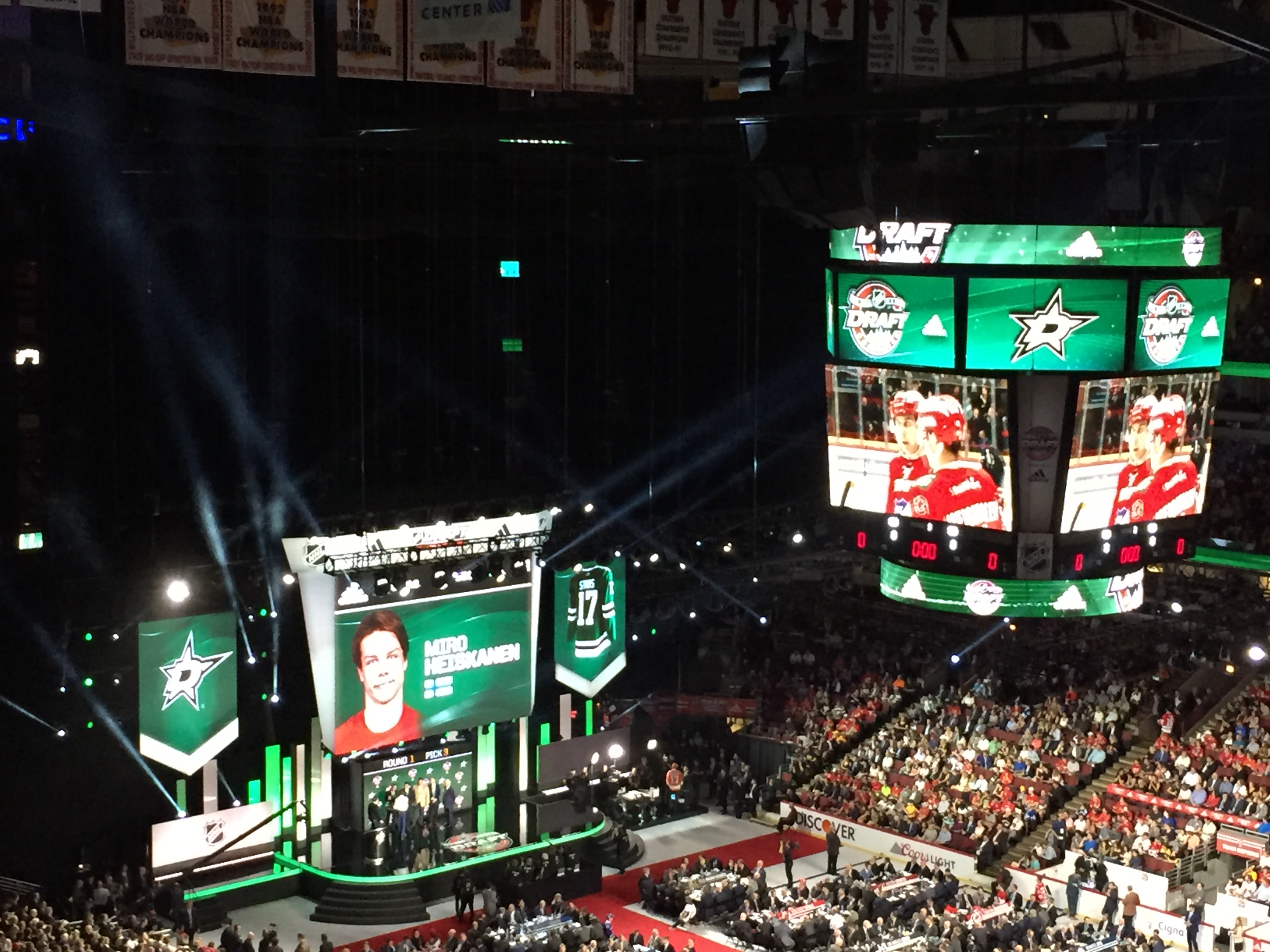
Wybór numeru 3, Miro Heiskanena przez Dallas Stars

| #  | Zawodnik              | Pozycja         | Drużyna NHL                          | Klub macierzysty                  |
| -- | --------------------- | --------------- | ------------------------------------ | --------------------------------- |
| 1  | Nico Hischier         | Środkowy        | New Jersey Devils                    | Halifax Mooseheads (QMJHL)        |
| 2  | Nolan Patrick         | Środkowy        | Philadelphia Flyers                  | Brandon Wheat Kings (WHL)         |
| 3  | Miro Heiskanen        | Obrońca         | Dallas Stars                         | HIFK (Liiga)                      |
| 4  | Cale Makar            | Obrońca         | Colorado Avalanche                   | Brooks Bandits (AJHL)             |
| 5  | Elias Pettersson      | Środkowy        | Vancouver Canucks                    | Timrå IK (HockeyAllsvenskan)      |
| 6  | Cody Glass            | Środkowy        | Vegas Golden Knights                 | Portland Winterhawks (WHL)        |
| 7  | Lias Andersson        | Środkowy        | New York Rangers (za Coyotes)1       | HV71 (SHL)                        |
| 8  | Casey Mittelstadt     | Środkowy        | Buffalo Sabres                       | Green Bay Gamblers (USHL)         |
| 9  | Michael Rasmussen     | Środkowy        | Detroit Red Wings                    | Tri-City Americans (WHL)          |
| 10 | Owen Tippett          | Prawoskrzydłowy | Florida Panthers                     | Mississauga Steelheads (OHL)      |
| 11 | Gabriel Vilardi       | Środkowy        | Los Angeles Kings                    | Windsor Spitfires (OHL)           |
| 12 | Martin Nečas          | Prawoskrzydłowy | Carolina Hurricanes                  | HC Kometa Brno (Extraliga)        |
| 13 | Nick Suzuki           | Środkowy        | Vegas Golden Knights (za Jets)2      | Owen Sound Attack (OHL)           |
| 14 | Callan Foote          | Obrońca         | Tampa Bay Lightning                  | Kelowna Rockets (WHL)             |
| 15 | Erik Brannstrom       | Obrońca         | Vegas Golden Knights (za Islanders)3 | HV71 (SHL)                        |
| 16 | Juuso Valimaki        | Obrońca         | Calgary Flames                       | Tri-City Americans (WHL)          |
| 17 | Timothy Liljegren     | Obrońca         | Toronto Maple Leafs                  | Rogle BK (SHL)                    |
| 18 | Urho Vaakanainen      | Obrońca         | Boston Bruins                        | JYP (Liiga)                       |
| 19 | Josh Norris           | Środkowy        | San Jose Sharks                      | USA Hockey National Team (USHL)   |
| 20 | Robert Thomas         | Środkowy        | St. Louis Blues                      | London Knights (OHL)              |
| 21 | Filip Chytil          | Środkowy        | New York Rangers                     | PSG Zlin (Extraliga)              |
| 22 | Kailer Yamamoto       | Prawoskrzydłowy | Edmonton Oilers                      | Spokane Chiefs (WHL)              |
| 23 | Pierre-Olivier Joseph | Obrońca         | Arizona Coyotes (za Wild)4           | Charlottetown Islanders (QMJHL)   |
| 24 | Kristian Vesalainen   | Prawoskrzydłowy | Winnipeg Jets (za Blue Jackets)5     | Frölunda HC (SHL)                 |
| 25 | Ryan Poehling         | Środkowy        | Montreal Canadiens                   | St. Cloud State (NCHC)            |
| 26 | Jake Oettinger        | Bramkarz        | Dallas Stars (za Blackhawks)6        | Boston University (Hockey East)   |
| 27 | Morgan Frost          | Środkowy        | Philadelphia Flyers (za Capitals)7   | Sault Ste. Marie Greyhounds (OHL) |
| 28 | Shane Bowers          | Środkowy        | Ottawa Senators                      | Waterloo Black Hawks (USHL)       |
| 29 | Henri Jokiharju       | Obrońca         | Chicago Blackhawks (za Ducks)8       | Portland Winterhawks (WHL)        |
| 30 | Eeli Tolvanen         | Prawoskrzydłowy | Nashville Predators                  | Sioux City Musketeers (USHL)      |
| 31 | Klim Kostin           | Środkowy        | St. Louis Blues (za Penguins)9       | Dinamo Moskwa (KHL)               |

Adnotacje
1. Przekazanie prawa do naboru w pierwszej rundzie draftu dla New York Rangers jako składowa transferu Dereka Stepana i Antti Raanty do Arizona Coyotes[4].
2. Przekazanie prawa do naboru w pierwszej rundzie draftu dla Vegas Golden Knights jako składowa łączonej transakcji między Winnipeg Jets, Vegas Golden Knights i Columbus Blue Jackets. W tym przejście Chrisa Thorburna do Vegas Golden Knights.
3. Przekazanie prawa do naboru w pierwszej rundzie draftu dla Vegas Golden Knights jako składowa wymiany Jean-Francois Berube'a za Michaiła Hrabouskiego i Jake'a Bischoffa.
4. Przekazanie prawa do naboru w pierwszej rundzie draftu dla Arizona Coyotes jako składowa wymiany Martina Hanzala i Ryana White'a za Graysona Downinga.
5. Przekazanie prawa do naboru w pierwszej rundzie draftu dla Winnipeg Jets jako składowa łączonej transakcji między Columbus Blue Jackets, Winnipeg Jets i Vegas Golden Knights. W tym przejście Chrisa Thorburna z Winnipeg do Vegas oraz Williama Karlssona z Columbus do Vegas za Davida Clarksona.
6. Przekazanie prawa do naboru w pierwszej rundzie draftu dla Dallas Stars jako składowa transakcji wymiany praw do naboru zawartej z Chicago Blackhawks 23.06.2017.
7. Przekazanie prawa do naboru w pierwszej rundzie draftu dla Philadelphia Flyers jako składowa łączonej transakcji między Washington Capitals, Philadelphia Flyers i St. Louis Blues. W tym wymiana Braydena Schenna za Joriego Lehterę dokonana 23.06.2017.
8. Przekazanie prawa do naboru w pierwszej rundzie draftu dla Chicago Blackhawks jako składowa łączonej transakcji między Anaheim Ducks, Chicago Blackhawks i Dallas Stars. W tym przejście Patricka Eavesa z Dallas do Anaheim.
9. Przekazanie prawa do naboru w pierwszej rundzie draftu dla St. Louis Blues jako składowa wymiany Ryana Reavesa za Oskara Sundqvista.

## Runda 2
| #  | Zawodnik         | Pozycja            | Drużyna NHL         | Klub macierzysty |
| -- | ---------------- | ------------------ | ------------------- | ---------------- |
| 84 | Eetu Luostarinen | Napastnik (center) | Carolina Hurricanes | KalPa (Liiga)    |

## Runda 3
| #  | Zawodnik          | Pozycja | Drużyna NHL     | Klub macierzysty   |
| -- | ----------------- | ------- | --------------- | ------------------ |
| 84 | Dmitrij Samorukow | Obrońca | Edmonton Oilers | Guelph Storm (OHL) |

## Runda 6
| #   | Zawodnik           | Pozycja  | Drużyna NHL    | Klub macierzysty  |
| --- | ------------------ | -------- | -------------- | ----------------- |
| 178 | Andriej Swietłakow | Środkowy | Minnesota Wild | CSKA Moskwa (KHL) |